# Metachrostis
Metachrostis es un género de lepidópteros de la familia Erebidae.

## Especies
- Metachrostis amanica Osthelder, 1933
- Metachrostis batanga Draudt, 1950
- Metachrostis bipartita
- Metachrostis brunea Hampson, 1891
- Metachrostis contingens Moore, 1888
- Metachrostis costiplaga Warren, 1903
- Metachrostis dardouini Boisduval, 1840
  - Metachrostis dardouini dardouini Boisduval, 1840
  - Metachrostis dardouini dilucida Osthelder, 1933
- Metachrostis decora Walker, 1869
- Metachrostis djakonovi Kononenko & Matov, 2009
- Metachrostis egens Moore, [1884]
- Metachrostis fasciata Hampson, 1891
- Metachrostis griseimargo Warren, 1912
- Metachrostis hoenei Kononenko & Matov, 2009
- Metachrostis melabela Hampson, 1910
- Metachrostis miasma Hampson, 1891
- Metachrostis nannata Hampson, 1910
- Metachrostis parvisi
- Metachrostis paurograpta Butler, 1886
- Metachrostis pectinata Hampson, 1907
- Metachrostis quinaria Moore, 1881
- Metachrostis sefidi Brandt, 1938
- Metachrostis sinevi Kononenko & Matov, 2009
- Metachrostis velocior Staudinger, 1892
  - Metachrostis velocior deserta Amsel, 1935
  - Metachrostis velocior velocior Staudinger, 1892
- Metachrostis velox Hübner, 1813